# Pteris insignis
Pteris insignis är en kantbräkenväxtart som beskrevs av Georg Heinrich Mettenius och Oskar Kuhn. Pteris insignis ingår i släktet Pteris och familjen Pteridaceae. Inga underarter finns listade.